# Bigorno
 Bigorno  là một xã ở tỉnh Haute-Corse trên đảo Corse, Pháp. Xã này có diện tích 9 km², dân số năm 1999 là 91 người. Khu vực này có độ cao 640 mét trên mực nước biển. Xã này có chung tổng Alto-di-Casaconi với Monte, Volpajola, Campile, Olmo, Prunelli-di-Casacconi, Campitello, Ortiporio, Canavaggia, Lento, Scolca, Crocicchia và Penta-Acquatella.